# Municipio de Angle
El municipio de Angle (en inglés: Angle Township) es un municipio ubicado en el condado de Lake of the Woods en el estado estadounidense de Minnesota. En el año 2010 tenía una población de 119 habitantes y una densidad poblacional de 0,08 personas por km².

## Geografía
El municipio de Angle se encuentra ubicado en las coordenadas 48°58′26″N 95°1′46″O / 48.97389, -95.02944. Según la Oficina del Censo de los Estados Unidos, el municipio tiene una superficie total de 1543,27 km², de la cual 323,68 km² corresponden a tierra firme y (79,03 %) 1219,58 km² es agua.

## Demografía
Según el censo de 2010, había 119 personas residiendo en el municipio de Angle. La densidad de población era de 0,08 hab./km². De los 119 habitantes, el municipio de Angle estaba compuesto por el 99,16 % blancos y el 0,84 % eran de una mezcla de razas. Del total de la población el 0 % eran hispanos o latinos de cualquier raza.